# Paweł Stempel
Paweł Stempel (né le 6 août 1987) est un athlète polonais, spécialiste du sprint et du relais.

## Biographie

### Palmarès
| Date | Compétition           | Lieu      | Résultat | Épreuve   | Performance |
| ---- | --------------------- | --------- | -------- | --------- | ----------- |
| 2010 | Championnats d'Europe | Barcelone | 5e       | 4 × 100 m | 38 s 83     |
| 2011 | Championnats du monde | Daegu     | 4e       | 4 × 100 m | 38 s 50     |

### Records
Son meilleur temps est de 10 s 30, réalisé le 10 juin 2010 à Siedlce.